# Желізниця
Желізниця — річка в Україні у Бучанському районі Київської області. Ліва притока річки Ваблі (басейн Дніпра).

## Опис
Довжина річки приблизно 1,40 км, найкоротша відстань між витоком і гирлом — 1,36  км, коефіцієнт звивистості річки — 1,03 .

## Розташування
Бере початок на східній стороні від села Дмитрівка (колишнє Голе). Тече на південний схід через урочище Андріївське і на північно-західній стороні від села Вабля у заболоченій місцині впадає у річку Ваблю, ліву притоку річки Здвиж.

## Цікаві факти
- Від гирла річки на східній стороні на відстані приблизно 1,75 км пролягає автошлях Т 1019[2] (автомобільний шлях територіального значення в Київській області. Проходить територією Вишгородського, Бучанського та Фастівського районів. Загальна довжина — 65,7 км.).